# Київський еколого-культурний центр

Рейд КЕКЦ по боротьбі з мисливським браконьєрством. Київська обл.

Київський еколого-культурний центр (КЕКЦ) — громадська українська екологічна організація. Створений у 1989 р. Директором центру є заслужений природоохронець України В. Є. Борейко. Заступником директора є д.б.н. І. Парнікоза. До 2017 р. офіс організації знаходився в будинку по вул. Івана Виговського, 20г.
Центр є офіційним членом Міжнародного товариства захисту тварин — WSPA, членом Міжнародного Соціально-екологічного союзу — МСОЕС, членом Міжнародного союзу охорони природи — IUCN.
Центр займається законотворчою діяльністю, веде суди на захист природи, з 1999 року видає «Гуманітарний екологічний журнал», організовує семінари і конференції з різних питань охорони природи, проводить компанії на захист первоцвітів, зубрів, кротів, дельфінів, вовків, вікових дерев, займається боротьбою з браконьєрством, створенням територій природно-заповідного фонду.
Центром видаються книги і буклети з охорони природи. Вперше в Україні розроблені курси з екологічної етики і природоохоронної естетики для шкіл. Центром проведено понад 60 різноманітних міжнародних та українських конференцій і семінарів з охорони природи. Центр розробляє і популяризує дві перспективні природоохоронні концепції майбутнього — прав природи та ідею абсолютної заповідності.
За час свого існування Центром створено або розширене 588 об'єктів природно-заповідного фонду у 20 областях України. Верховною Радою України затверджено 18 природоохоронних законів, розроблених Центром спільно з низкою громадських організацій та народних депутатів. Центром видано понад 200 найменувань книг з охорони природи, з 1999 р. опубліковано 50 випусків «Гуманітарного екологічного журналу», на який можна підписатися в будь-якій країні світу, а також 28 випусків бюлетеня «Охорона біорізноманіття та заповідна справа в Україні».

Прес-конференція КЕКЦ в Криму (м. Сімферополь) на захист вовків

Для підготовки молодих природоохоронців Центр проводить щорічні семінари, а також Заповідні школи Борейко-Войцеховського (спільно з польською екологічною організацією «На користь всіх істот»).
Спільно з іншою громадською організацією — «Екоправо-Київ», Центр виграв 75 судів з екологічних питань проти Кабінету Міністрів України, Мінприроди, Міносвіти, Мінагрополітики, Держкомлісгоспу України.
Центр домігся затвердження Мінприроди України Правил утримання диких тварин у неволі, а від Міносвіти України — Переліку альтернативних методів і об'єктів для їх використання замість експериментальних тварин, а також Порядку проведення науковими організаціями досліджень, експериментів на тваринах.

## Центр домігся

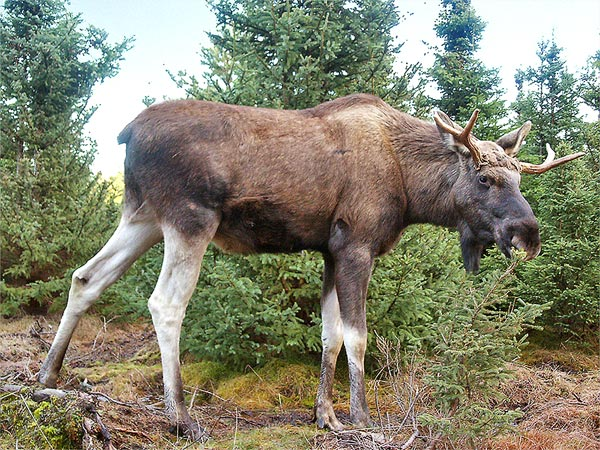
Одним з колючових досягнень колективу КЕКЦ є охорона лося в Україні

- 2004 р. — заборони весняного полювання в Україні,
- 2007 р. — заборони комерційного полювання на зубрів,
- 2008 р. — заборони на вилов дельфінів,
- 2010 р. — заборони на полювання в національних парках,
- Одним з колючових досягнень колективу КЕКЦ є охорона лося в Україні2011 р. — заборони на використання капканів.

У 2012 році Центр, спільно з Асоціацією зоозахисних організацій України, домігся затвердження в Мінагрополітики України Порядку використання тварин у сільському господарстві, нормативного акта, що дозволяє захистити сільгосптварин від жорстокого поводження.
З 2009 року Центр спільно з Держслужбою заповідної справи почав проведення Всеукраїнського перепису стародавніх дерев. Виявлено близько 300 стародавніх дерев, з них 43 дерева, яким 1000 або більше років. За матеріалами перепису понад 160 стародавніх дерев з 12 областей України отримали статус пам'ятника природи.
У 2011 році Центр, спільно з Громадою Рибалок України, домігся законодавчого закріплення заборони на виготовлення, збут і застосування браконьєрських знарядь (отруйних принад, колючих, давлячих та капканоподібних знарядь лову, електровудок, вибухових речовин, пташиного клею та мононіточних сіток з волосіні) та заборони ввезення в Україну капканів, мононіткових сіток з волосіні та електровудок, які використовуються виключно з браконьєрською метою.
У 2012 році Центр, спільно з Громадою Рибалок України, домігся повернення прав громадським екологічним інспекторам складати протоколи на браконьєрів, а також заборони на ввезення до України отрути — фосфіду цинку.
У 2015 році з ініціативи КЕКЦ прийнято два Закони України щодо охорони природи.
1. Закон України «Про внесення змін до деяких законодавчих актів України щодо охорони тваринного світу» (№ 322-VIII від 9.04.2015 р.). Цим Законом заборонено рекламу браконьєрських знарядь лову, повернені права громадським екологічним інспекторам складати протоколи за ст. 85, 88-1, 91 Кодексу України про адміністративні правопорушення, до завдань природних заповідників додано «підтримка природних процесів і явищ», з 1 квітня по 15 червня введений місячник тиші у місцях розмноження диких тварин із забороною санітарних рубок, стрільби, проїзду на моторках, проведення фейєрверків, організації ралі і інших змагань на транспортних засобах, до заборонених знарядь лову віднесено самолови, петлі, самостріли, електрогін.
2. Закон України «Про внесення змін до деяких законодавчих актів України щодо охорони біорізноманіття» (№ 323-VIII від 9.04.2015 р.). Цим Законом заборонено проведення в заповідних зонах національних природних парків, регіональних ландшафтних парків, біосферних заповідників проведення поступових і суцільних рубок, вирубування дуплистих дерев, видобуток піску і гравію. Зі списку мисливських видів викреслено 12 видів птахів, що охороняються Бернською конвенцією, зі списку «шкідливих» видів викреслені сорока, сойка і грак, до числа заборонених знарядь віднесені капкани, заборонений селекційний відстріл в природних заповідниках, землекористувачі, на землях яких мешкають види тварин або рослин з Червоної книги, зобов'язані їх охороняти, заборонено використовувати ведмедя і вовка як притравку на притравочних станціях, заборонено створення і діяльність пересувних зоопарків, звіринців і виставок диких тварин.

## Видання
- Серія «Історія охорони природи» (всі доступні в Інтернеті  [Архівовано 12 Жовтня 2013 у Wayback Machine.]
- Серія «Природоохоронна пропаганда» (всі доступні в Інтернеті  [Архівовано 12 Жовтня 2013 у Wayback Machine.]
- Серія «Охорона дикої природи» (всі доступні в Інтернеті  [Архівовано 23 Січня 2012 у Wayback Machine.]
- Тези конференцій і семінарів, опубліковані КЕКЦ (всі доступні в Інтернеті  [Архівовано 10 Жовтня 2013 у Wayback Machine.]
- «Гуманітарний екологічний журнал» (всі доступні в Інтернеті  [Архівовано 11 Січня 2014 у Wayback Machine.]
- 2012 p.
  - Екологічна естетика. Методичний посібник для вчителів [Архівовано 4 Березня 2016 у Wayback Machine.]
  - Философы зоозащиты и природоохраны [Архівовано 4 Березня 2016 у Wayback Machine.]
  - Контрабанда диких животных, растений и их дериватов в Украине [Архівовано 4 Березня 2016 у Wayback Machine.]
- 2013 p.
  - Охотники и экологи против весенней охоты [Архівовано 26 Листопада 2018 у Wayback Machine.]
  - Классики абсолютной заповедности [Архівовано 8 Грудня 2015 у Wayback Machine.]
  - Прорыв в экологическую этику. Изд. пятое, доп. [Архівовано 23 Листопада 2018 у Wayback Machine.]
- 2014 p.
  - Заповедники Украины без гламура [Архівовано 4 Березня 2016 у Wayback Machine.]
  - Абсолютная заповедность и эстетика дикой природы [Архівовано 4 Березня 2016 у Wayback Machine.]
- 2015 p.
  - Положительный опыт влияния заповедности и заповедных зон на охрану биоразнообразия [Архівовано 4 Березня 2016 у Wayback Machine.]

### Публікації з даними про КЕКЦ
- Подобайло А. В. Навчальний центр заповідної справи // Позашкільна освіта: історичні поступи та здобутки: Зб. матеріалів Всеукраїнської педагогічної конференції, Київ, 2-3 грудня 2008 р. / За заг. ред. доктора педагогічних наук Вербицького В. В. — Київ: АВЕРС, 2008. — С. 274—282. — ISBN 978-966-7844-69-1.
- Яковлєв В. А. Інтеграція позашкільної еколого-натуралістичної роботи в освітній простір Луганщини [Архівовано 5 Березня 2016 у Wayback Machine.] // Позашкільна освіта: стратегія, інновації, практика: збірник статей Міжнародної наук.-практ. конф. — Суми, 2009. — С. 219—223.
- Бейдик О. Дерева-патріархи столиці // Краєзнавство. Географія. Туризм № 40 (573), жовтень 2008. — С. 14—16.

## Боротьба з незаконними велотрасами
18 жовтня 2015 на офіційному сайті Центру оприлюднений матеріал під назвою «Как уничтожать трассы даун-хил». Автори пояснюють читачам всю згубність для природи велотрас «даун-хіл», що масово будуються останнім часом у природно-заповідних об'єктах, чим завдають шкоди ґрунтам та рослинності, та закликають боротися з ними, насамперед безпосереднім знищенням, а також притягувати до адміністративної та карної відповідальності тих, хто їх створює.